# Suk Hyun-jun
Suk Hyun-Jun (Hangul: 석현준, Chungju, 29 juni 1991) is een Zuid-Koreaans voetballer die doorgaans als aanvaller speelt. Suk debuteerde in 2010 in het Zuid-Koreaans voetbalelftal.

## Clubcarrière

### AFC Ajax
Op achttienjarige leeftijd mocht Suk stage komen lopen bij het Engelse Crystal Palace. Op dat moment was hij actief op amateurbasis bij Yongin FC uit Seoel. De stage bij Crystal Palace liep op niets uit waarna de jeugdinternational een aantal trainingen van het eerste elftal van Ajax bezocht. Hierbij vroeg hij aan trainer Martin Jol of hij mocht meetrainen. Jol verwees hem vervolgens naar Jong Ajax toen hij hoorde dat de Zuid-Koreaan tot de beste jeugdspelers van zijn land behoorde. Tijdens zijn stage wist hij indruk te maken door onder meer te scoren in een vriendschappelijke wedstrijd met een jeugdelftal van Ajax tegen de amateurs van RKAV Volendam. Begin oktober 2009 besloot Ajax om Suk per 1 januari 2010 een contract aan te bieden. Dit contract had een looptijd tot en met 30 juni 2011. Suk sloot vervolgens aan bij Jong Ajax waarvoor hij tijdens zijn eerste (vriendschappelijke)wedstrijd een hattrick wist te maken. Kort hierna mocht hij ook al meetrainen met de A-selectie. Hij debuteerde voor het eerste elftal van Ajax als invaller in de thuiswedstrijd tegen Roda JC op 3 februari 2010. Door de eigenaardige manier waarop de aanvaller bij Ajax terechtkwam had Suk een cultstatus verworven onder de supporters. In het thuisduel tegen Roda zong de aanhang van Ajax hem toe met "Alles op Suk". In andere gevallen, wanneer Suk warm liep, werd hij ook massaal toegezongen. Op 18 februari 2010 liet Jol hem ook debuteren in Europa tijdens het UEFA Europa League-thuisduel tegen Juventus kwam hij vlak voor tijd in de ploeg voor Eyong Enoh.
In het daaropvolgende seizoen startte Suk tijdens de wedstrijd om de Johan Cruijff Schaal 2010 tegen FC Twente voor het eerst in de basis. Hij werd echter na rust vervangen door Urby Emanuelson. Hierna zou alleen nog zijn speelminuten maken bij Jong Ajax. Na de komst van de nieuwe trainer Frank de Boer werd eind januari 2011 besloten dat het contract van Suk, lopende tot medio 2011, niet verlengd werd.. Op 31 januari 2011 werd bekend dat SBV Excelsior interesse had om Suk te huren van Ajax, maar tot een transfer zou het uiteindelijk niet komen. In april 2011 werkte Suk een stage af bij het Duitse TSG 1899 Hoffenheim, maar uiteindelijk koos hij voor FC Groningen.

### FC Groningen

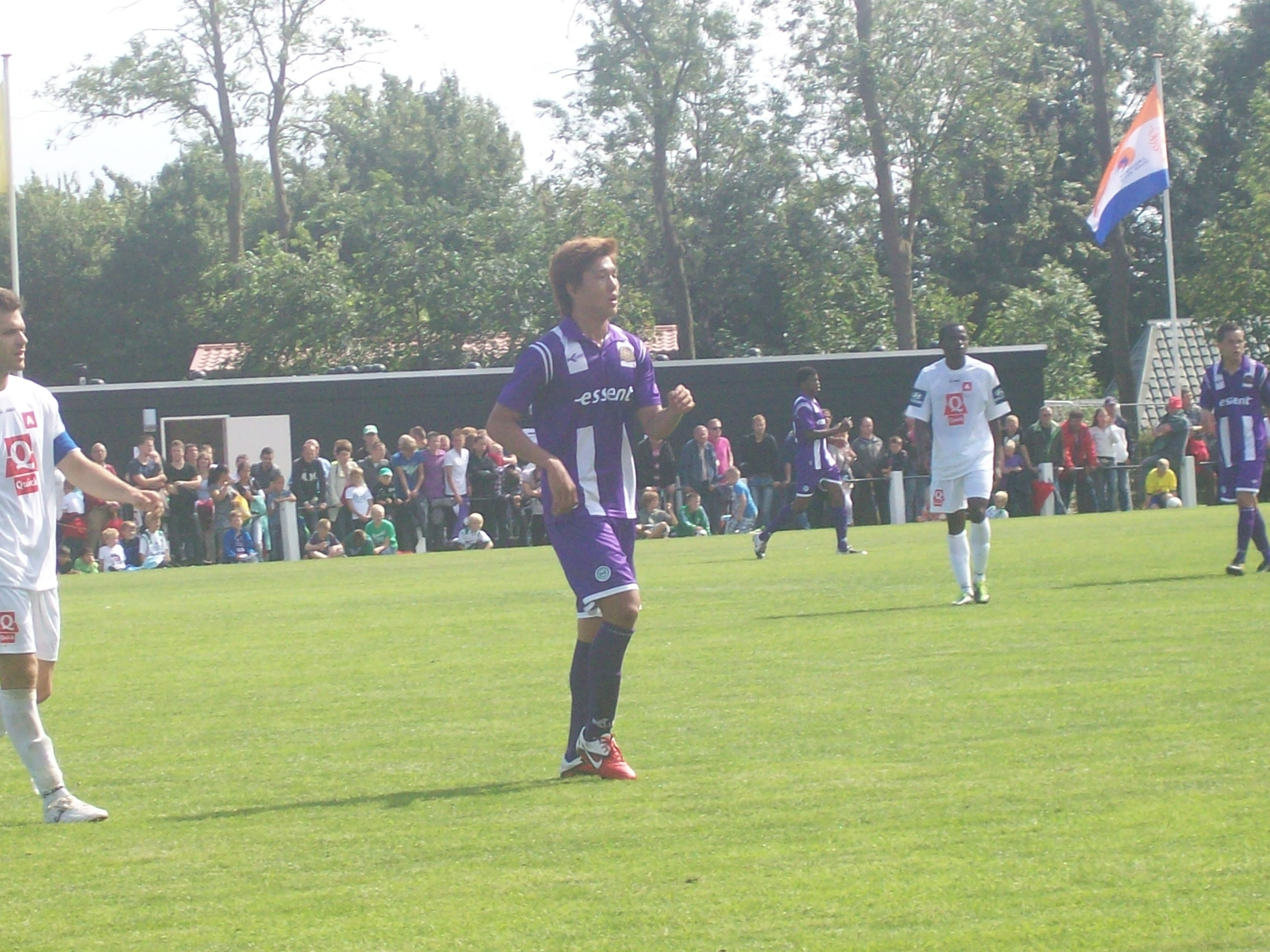
Suk Hyun-Jun tijdens de oefenwedstrijd FC Groningen - Beerschot AC (9 juli 2011)

Suk tekende in 2011 transfervrij een contract voor twee jaar bij FC Groningen, met een optie voor nog eens twee jaar. Trainer Pieter Huistra kende hem nog uit zijn tijd als coach van Jong Ajax. Suk werd de eerste Zuid-Koreaan ooit in dienst van FC Groningen. Hij ging in zijn eerste seizoen met rugnummer 17 spelen.
Op 7 augustus 2011 maakte hij zijn debuut voor FC Groningen in de competitiewedstrijd tegen Roda JC, die verloren werd. In de eveneens verloren uitwedstrijd (2-1) tegen Heracles Almelo, 15 oktober 2011, scoorde Suk zijn eerste treffer voor FC Groningen en daarmee ook zijn eerste in de eredivisie. Een week later scoorde hij de gelijkmaker (1-1) tegen FC Twente en mede daardoor pakte Groningen thuis één punt tegen de Tukkers. Suk bleef echter realistisch: "Een basisplaats verdien ik nog niet. Mensen kijken te veel naar de doelpunten die ik scoor. Ik moet eerst nog leren om meer balbezit te houden. Dat was nog te matig vandaag. Als ik dat ook goed doe, kan ik gaan denken aan een basisplaats. Het gaat nu om het teambelang en niet om die van mij." Nog een week later (30 oktober 2011) scoorde hij zijn derde doelpunt (6-0) op rij als invaller in de historische 6-0 gewonnen wedstrijd tegen Feyenoord. In de thuiswedstrijd tegen PSV (19 februari 2012) beleefde Suk een goede wedstrijd. Bij zijn eerste basisplaats ooit in de eredivisie scoorde de Zuid-Koreaan twee doelpunten, werd 'Man of the Match' en vanwege zijn volledige inzet en strijd, ontving hij ook veel complimenten na afloop van de wedstrijd. Toen hij werd gewisseld voor Thomas Enevoldsen riep het hele stadion dan ook 'Suk-Suk-Suk'. Uiteindelijk maakte hij in zijn eerste seizoen 5 doelpunten in 20 wedstrijden. Het tweede seizoen verliep door de trainerswissel wat moeizamer, in de eerste seizoenshelft kwam hij tot 7 wedstrijden voor Groningen.

### CS Marítimo
Omdat hij niet meer in de toekomstplannen van trainer Robert Maaskant voorkwam besloot hij om in de winterstop te vertrekken uit Groningen. Eind januari 2013 maakte hij transfervrij de overstap naar het Portugese CS Marítimo. Op 10 februari 2013 scoorde hij in en tegen de Portugese topclub Sporting Lissabon het enige doelpunt van de wedstrijd en bezorgde zijn team daarmee de winst. Een maand later scoorde hij ook de gelijkmaker tegen de grootmacht FC Porto.

### Al-Ahli en Nacional
Na een half jaar vertrok Suk alweer bij Marítimo. In juli 2013 tekende hij voor Al-Ahli in Saoedi-Arabië dat circa €3.000.000,- voor hem betaalde aan Marítimo. Een jaar later keerde hij terug op Madeira bij de concurrent van Marítimo, stadgenoot CD Nacional.

### Vitória Setúbal FC
In januari 2015 maakte Suk de overstap naar Vitória FC. In zijn eerste maanden bij de club kwam hij tot vier doelpunten. In de eerste seizoenshelft van het seizoen 2015/16 wist hij zich in de kijker te spelen door negen treffers maken en zeven assists te geven. Door deze uitstekende prestatie toonde de Portugeese topclub FC Porto begin januari 2015 serieuze interesse in Suk.

### FC Porto
Op 14 januari 2016 maakte Suk de overstap naar FC Porto dat circa €1.500.000,- voor hem betaalde aan Vitória. Suk tekende bij Porto een contract tot de zomer van 2020. Van medio 2016 tot januari 2017 werd hij verhuurd aan het Turkse Trabzonspor. In februari van dat jaar werd hij aan het Hongaarse Debreceni VSC verhuurd.

### Frankrijk
In het seizoen 2017/18 speelt hij op huurbasis in Frankrijk voor Troyes AC. Ondanks de degradatie lichtte Troyes de optie op koop op Suk en verkocht hem in augustus 2018 aan Stade de Reims. In januari 2020 keerde hij terug bij Troyes. In 2022 liep zijn contract af.

## Clubstatistieken
| Seizoen         | Club            |                        | Competitie           | Competitie | Competitie | Beker | Beker | Internationaal1 | Internationaal1 | Overig2 | Overig2 | Totaal | Totaal |
| Seizoen         | Club            | Wed.                   | Competitie           | Dlp.       | Wed.       | Dlp.  | Wed.  | Dlp.            | Wed.            | Dlp.    | Wed.    | Dlp.   |        |
| --------------- | --------------- | ---------------------- | -------------------- | ---------- | ---------- | ----- | ----- | --------------- | --------------- | ------- | ------- | ------ | ------ |
| 2009/10         | AFC Ajax        | Vlag van Nederland     | Eredivisie           | 3          | 0          | 0     | 0     | 2               | 0               | —       | —       | 5      | 0      |
| 2010/11         | AFC Ajax        | Vlag van Nederland     | Eredivisie           | 0          | 0          | 0     | 0     | 0               | 0               | 1       | 0       | 1      | 0      |
| Club totaal     | Club totaal     | Club totaal            | Club totaal          | 3          | 0          | 0     | 0     | 2               | 0               | 1       | 0       | 6      | 0      |
| 2011/12         | FC Groningen    | Vlag van Nederland     | Eredivisie           | 20         | 5          | 0     | 0     | —               | —               | —       | —       | 20     | 5      |
| 2012/13         | FC Groningen    | Vlag van Nederland     | Eredivisie           | 7          | 0          | 0     | 0     | —               | —               | —       | —       | 7      | 0      |
| Club totaal     | Club totaal     | Club totaal            | Club totaal          | 27         | 5          | 0     | 0     | 0               | 0               | 0       | 0       | 27     | 5      |
| 2012/13         | CS Marítimo     | Vlag van Portugal      | Primeira Liga        | 14         | 4          | 0     | 0     | —               | —               | —       | —       | 14     | 4      |
| Club totaal     | Club totaal     | Club totaal            | Club totaal          | 14         | 4          | 0     | 0     | 0               | 0               | 0       | 0       | 14     | 4      |
| 2013/14         | Al-Ahli         | Vlag van Saoedi-Arabië | Saudi Premier League | 14         | 2          | 3     | 0     | 1               | 0               | —       | —       | 18     | 2      |
| Club totaal     | Club totaal     | Club totaal            | Club totaal          | 14         | 2          | 3     | 0     | 1               | 0               | 0       | 0       | 18     | 2      |
| 2014/15         | CD Nacional     | Vlag van Portugal      | Primeira Liga        | 13         | 2          | 3     | 2     | 2               | 0               | —       | —       | 18     | 4      |
| Club totaal     | Club totaal     | Club totaal            | Club totaal          | 13         | 2          | 3     | 2     | 2               | 0               | 0       | 0       | 18     | 4      |
| 2014/15         | Vitória FC      | Vlag van Portugal      | Primeira Liga        | 17         | 4          | 4     | 1     | —               | —               | —       | —       | 21     | 5      |
| 2015/16         | Vitória FC      | Vlag van Portugal      | Primeira Liga        | 16         | 9          | 3     | 2     | —               | —               | —       | —       | 19     | 11     |
| Club totaal     | Club totaal     | Club totaal            | Club totaal          | 33         | 13         | 7     | 3     | 0               | 0               | 0       | 0       | 40     | 16     |
| 2015/16         | FC Porto        | Vlag van Portugal      | Primeira Liga        | 9          | 1          | 3     | 1     | 2               | 0               | —       | —       | 14     | 2      |
| Club totaal     | Club totaal     | Club totaal            | Club totaal          | 9          | 1          | 3     | 1     | 2               | 0               | 0       | 0       | 14     | 2      |
| 2016/17         | → Trabzonspor   | Vlag van Turkije       | Süper Lig            | 10         | 0          | 7     | 1     | —               | —               | —       | —       | 17     | 1      |
| Club totaal     | Club totaal     | Club totaal            | Club totaal          | 10         | 0          | 7     | 1     | 0               | 0               | 0       | 0       | 17     | 1      |
| 2016/17         | → Debreceni VSC | Vlag van Hongarije     | Nemzeti Bajnokság    | 13         | 1          | 0     | 0     | —               | —               | —       | —       | 13     | 1      |
| Club totaal     | Club totaal     | Club totaal            | Club totaal          | 13         | 1          | 0     | 0     | 0               | 0               | 0       | 0       | 13     | 1      |
| 2017/18         | →ES Troyes AC   | Vlag van Frankrijk     | Ligue 1              | 26         | 6          | 1     | 0     | —               | —               | —       | —       | 27     | 6      |
| 2018/19         | ES Troyes AC    | Vlag van Frankrijk     | Ligue 2              | 1          | 0          | 0     | 0     | —               | —               | —       | —       | 1      | 0      |
| Club totaal     | Club totaal     | Club totaal            | Club totaal          | 27         | 6          | 1     | 0     | 0               | 0               | 0       | 0       | 28     | 6      |
| 2018/19         | Stade Reims     | Vlag van Frankrijk     | Ligue 1              | 22         | 3          | 1     | 0     | 0               | 0               | 0       | 0       | 23     | 3      |
| 2019/20         | Stade Reims     | Vlag van Frankrijk     | Ligue 1              | 13         | 1          | 3     | 0     | 0               | 0               | 0       | 0       | 16     | 1      |
| Club Totaal     | Club Totaal     | Club Totaal            | Club Totaal          | 35         | 4          | 4     | 0     | 0               | 0               | 0       | 0       | 39     | 4      |
| 2019/20         | ES Troyes AC    | Vlag van Frankrijk     | Ligue 2              | 5          | 2          | 0     | 0     | 0               | 0               | 0       | 0       | 5      | 2      |
| 2020/21         | ES Troyes AC    | Vlag van Frankrijk     | Ligue 2              | 18         | 3          | 0     | 0     | 0               | 0               | 0       | 0       | 18     | 3      |
| Club totaal     | Club totaal     | Club totaal            | Club totaal          | 23         | 5          | 0     | 0     | 0               | 0               | 0       | 0       | 23     | 5      |
| Carrière totaal | Carrière totaal | Carrière totaal        | Carrière totaal      | 221        | 43         | 28    | 7     | 7               | 0               | 1       | 0       | 257    | 50     |

Bijgewerkt t/m 8 juli 2021.

## Internationaal
Op dinsdag 31 augustus 2010 selecteerde bondscoach Kwang-rae Cho Suk voor het eerst voor het Zuid-Koreaanse elftal voor de wedstrijd tegen Iran op 7 september. Die wedstrijd geldt als voorbereiding op de kwalificatie van de Azië Cup die in 2011 georganiseerd werd door Qatar. Suk speelde in diverse nationale jeugdelftallen van Zuid-Korea.

## Erelijst
Met  Ajax
| Nationaal  |    |         |
| KNVB beker | 1x | 2009/10 |
| Eredivisie | 1x | 2010/11 |